# Aleksandr Pavlovitch Aleksandrov
Pour les articles homonymes, voir Aleksandar Aleksandrov et Aleksandrov.
Aleksandr Pavlovitch Aleksandrov (en russe : Александр Павлович Александров), né le 20 février 1943 à Moscou, est un cosmonaute soviétique puis russe. Il a effectué deux missions spatiales de longue durée à bord des stations spatiales Saliout 7 et Mir, totalisant plus de 309 jours dans l'espace.
Ingénieur de formation, Aleksandrov a été sélectionné comme cosmonaute en 1978. Il a participé à la mission Soyouz T-9 en 1983, au cours de laquelle il a séjourné 150 jours à bord de Saliout 7. Sa seconde mission spatiale, Soyouz TM-3, l'a conduit sur la station Mir en 1987 pour une durée de 160 jours. Après sa carrière de cosmonaute, Aleksandrov a occupé divers postes au sein du programme spatial russe.

## Biographie
Né à Moscou, il est diplômé de la faculté Bauman de Moscou en 1969 avec un doctorat spécialisé dans les commandes de direction de vaisseau spatial.
Il a été choisi comme cosmonaute le 1er décembre 1978.

## Missions réalisées

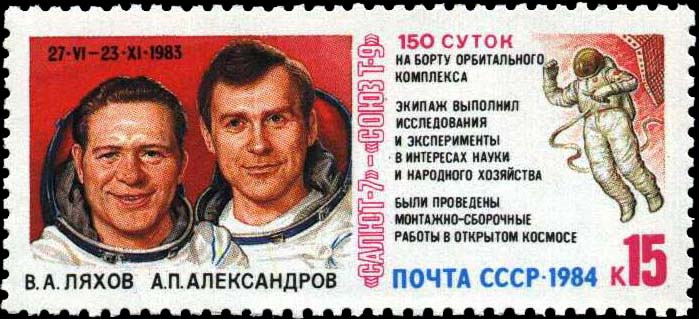
Vladimir Liakhov et Aleksandr Pavlovitch Aleksandrov, équipage de Soyouz T-9 pour la mission Saliout 7, sur un timbre postal soviétique émis en 1984.

Après fait partie de l'équipage de réserve pour Soyouz T-8, il a volé comme ingénieur de vol sur Soyouz T-9, le 27 juin 1983, faisant partie de la mission Saliout 7 – EO-2, revenant sur Terre le 23 novembre 1983.
De nouveau doublure pour les vols Soyouz T-13 et Soyouz T-15, il a effectué son deuxième vol sur Soyouz TM-3 le 22 juillet 1987, lancé en direction de Mir. Il atterrit le 29 décembre 1987.
Au total, il passa plus de 309 jours dans l'espace.
Il a démissionné de l'équipe de cosmonautes le 23 octobre 1993 quand il est devenu chef du groupe des cosmonautes du NPOE.
Depuis 1996, il est directeur en chef des essais de vols du RKKE.